# Valiianivske
Valiianivske (în ucraineană Вальянівське), cunoscut până în 2016 sub numele de Leninske (în ucraineană Ленінське), este o așezare de tip urban din orașul regional Dovjansk, regiunea Luhansk, Ucraina. În afara localității principale, mai cuprinde și satul Malovedmeje.

## Demografie
Componența lingvistică a așezării de tip urban Valjanivske
     Rusă (92,05%)
     Ucraineană (7,16%)
     Alte limbi (0,26%)
Conform recensământului din 2001, majoritatea populației așezării de tip urban Valjanivske era vorbitoare de rusă (92,05%), existând în minoritate și vorbitori de ucraineană (7,16%).